# Supercupa României 2014
La Supercupa României 2014 è stata la 16ª edizione della Supercoppa rumena
La partita si è disputata a Bucarest allo stadio Arena Națională tra Steaua București, vincitore del campionato e Astra Giurgiu, vincitore della coppa.
A conquistare il trofeo è stato l'Astra Giurgiu per 6-4 ai tiri di rigore dopo l'1-1 dei Tempi supplementari. Per la squadra di Giurgiu è il primo titolo.

## Tabellino
| Arbitro: | Alexandru Tudor |

|                                     |                      |                                   |
| Chipciu 45’                         | Marcatori            | 74’ Enache                        |
| Keserü Filip Pârvulescu Latovlevici | Tiri di rigore 3 – 5 | Găman Seto Maranhão Laban Budescu |

| Steaua București | Astra Giurgiu |

### Formazioni
|                  |    |                     |     |     |
|                  |    |                     |     |     |
| P                | 24 | Giedrius Arlauskis  |     |     |
| TD               | 2  | Cornel Râpă         |     | 87’ |
| DC               | 4  | Łukasz Szukała      |     | 23’ |
| DC               | 33 | Fernando Varela     |     |     |
| TS               | 14 | Iasmin Latovlevici  |     |     |
| CC               | 11 | Andrei Prepeliță    |     | 26’ |
| CC               | 8  | Lucian Filip        |     |     |
| CO               | 7  | Alexandru Chipciu   |     | 69’ |
| CL               | 12 | Nicolae Stanciu     |     | 78’ |
| CL               | 10 | Cristian Tănase (C) |     |     |
| P                | 9  | Gabriel Iancu       |     | 73’ |
| A disposizione:  |    |                     |     |     |
| P                | 1  | Florin Niță         |     |     |
| DC               | 17 | Florentin Pham-Huy  |     |     |
| TS               | 13 | Alin Toșca          |     |     |
| CC               | 26 | Ionuț Neagu         |     |     |
| CC               | 22 | Paul Pârvulescu     | 73’ | 73’ |
| CC               | 77 | Adrian Popa         |     |     |
| P                | 28 | Claudiu Keșerü      |     | 78’ |
| Allenatore:      |    |                     |     |     |
| Constantin Gâlcă |    |                     |     |     |

|                 |    |                        |  |      |
|                 |    |                        |  |      |
| P               | 1  | Silviu Lung            |  |      |
| TD              | 6  | Seidu Yahaya           |  |      |
| DC              | 25 | Valerică Găman         |  |      |
| DC              | 5  | Syam Ben Youssef       |  | 62’  |
| TS              | 13 | Júnior Maranhão        |  | 69’  |
| CL              | 14 | Vincent Laban          |  | 80’  |
| CC              | 8  | Takayuki Seto          |  | 113’ |
| CC              | 9  | Gabriel Enache         |  |      |
| CL              | 18 | Marian Cristescu       |  | 46’  |
| CO              | 10 | Constantin Budescu (C) |  |      |
| P               | 19 | Sadat Bukari           |  | 46’  |
| A disposizione: |    |                        |  |      |
| P               | 12 | George Gavrilaș        |  |      |
| DC              | 53 | Alassane Touré         |  |      |
| DC              | 26 | Laurențiu Rus          |  |      |
| CC              | 80 | Fwayo Tembo            |  |      |
| CC              | 35 | Aurelian Chițu         |  |      |
| P               | 91 | William                |  | 46’  |
| P               | 21 | Kehinde Fatai          |  | 46’  |
| Allenatore:     |    |                        |  |      |
| Daniel Isăilă   |    |                        |  |      |